# Weilerhohn
Weilerhohn ist ein Weiler in Lohmar im Rhein-Sieg-Kreis in Nordrhein-Westfalen.

## Geographie
Weilerhohn liegt im Nordwesten von Lohmar. Umliegende Ortschaften und Weiler sind Stumpf im Norden, Birken im Nordosten, Gut Rosauel im Osten, Wahlscheid im Südosten, Gut Höhnchen und Scheid im Süden, Schiefelbusch im Südwesten sowie Meinenbroich im Nordwesten.

## Gewässer
Östlich von Weilerhohn entspringt der Steffensbach, ein orographisch rechter Nebenfluss der Agger. Im Westen fließt der Gammersbach, ein orographisch linker Nebenfluss der Sülz, an Weilerhohn entlang.

## Verkehr

### Verkehrsanbindung
Weilerhohn liegt an der L 84.

### Bahnverkehr
Der nächstgelegene Bahnhof befindet sich in Lohmar-Honrath bei Jexmühle.

### Busverkehr
- Linie 546: Lohmar – Donrath – Scheiderhöhe – Dahlhaus – Neuhonrath – Wahlscheid – Lohmar
- Linie 558: Siegburg – Lohmar – Donrath – Durbusch – Wahlscheid

Das Anruf-Sammeltaxi ergänzt den ÖPNV. Weilerhohn gehört zum Tarifgebiet des Verkehrsverbund Rhein-Sieg (VRS).